# Tamaiti Vai Peua
Tamaiti Vai Peua est un homme politique des îles Cook, originaire du village de Roto sur l'île de Pukapuka. Il est né le 10 décembre 1950 sur l'île de Rarotonga.

## Formation
Il fait ses études primaires à la Pukapuka Primary School avant de rejoindre l'Aitutaki Junior High School. 

## Vie professionnelle
Tamaiti Vai Peua intègre l'administration des îles Cook en 1968. Il y reste jusqu'en 2006, date à laquelle il entre en politique. Il travaille à Rarotonga et Pukapuka et devient en 1999, Island Secretary (représentant du gouvernement, équivalent français du préfet) de Pukapuka 

## Carrière politique
Il est élu pour la première fois à la députation lors des élections de 2006 dans la circonscription de Pukapuka-Nassau en tant que candidat indépendant. En juin 2009, il décide finalement de rejoindre le Cook Islands Party.

## Vie personnelle
Vai Peua est marié à Mereana, également originaire de Pukapuka. Il est le père de 7 enfants, 5 garçons et 2 filles, et grand-père de 20 petits-enfants.